# Býškovice
Býškovice (en allemand : Bischkowitz) est une commune du district de Přerov, dans la région d'Olomouc, en République tchèque. Sa population s'élevait à 406 habitants en 2020.

## Géographie
Býškovice se trouve à 9 km au nord-nord-est de Bystřice pod Hostýnem, à 20 km à l'est de Přerov, à 37 km à l'est-sud-est d'Olomouc et à 246 km à l'est-sud-est de Prague.
La commune est limitée par Rakov et Opatovice au nord, par Malhotice et Všechovice à l'est, par Horní Újezd au sud, et par Vítonice et Horní Nětčice à l'ouest.

## Histoire
La première mention écrite de la localité date de 1372.